# سوزان بلانشارد (ملحنة)
سوزان بلانشارد (بالإنجليزية: Susan Blanchard)‏ هي ملحنة وكاتبة غنائية وشاعرة أمريكية، ولدت في 8 مارس 1928 في نيويورك في الولايات المتحدة.

## وصلات خارجية
- سوزان بلانشارد على موقع IMDb (الإنجليزية)
- سوزان بلانشارد على موقع قاعدة بيانات برودواي على الإنترنت (الإنجليزية)
- سوزان بلانشارد على موقع إن إن دي بي (الإنجليزية)